# بنده

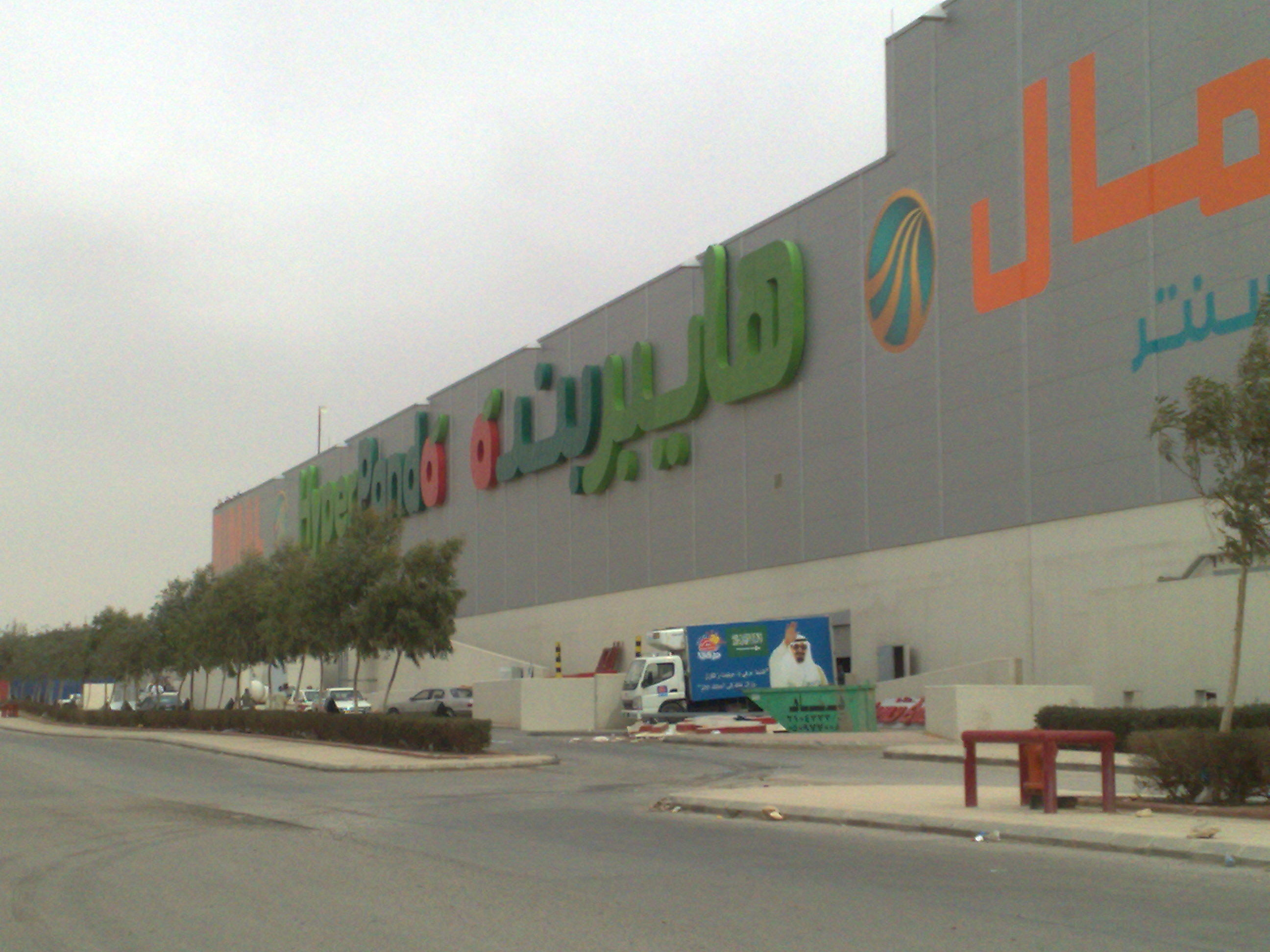
بنده الرمال

شركة بنده للتجزئة هي شركة تجزئة سعودية تأسست عام 1978م ثم اندمجت شركة العزيزية بنده المتحدة تحت مظـلـة مجموعة صافولا إحدى الشركات الغذائية الرائدة وتكون بهـذا الاندماج أحد أكبر الشركات العاملة في قـطاع الـتجزئة بالمملكة حتى أستحوذت هذه الشركة «العزيزية بندة» على أكبر حصة من سوق إحدى أهم الشـركات الـعـامـلة فـي قطاع التجزئة بالمملكة العربية السعودية، وفي العام 1994 اندمجت «بندة» مع شركة العزيزية وفي أواخر العام 1998 لتجزئة في الـمـملكة العربية السعودية وبدأت الشركة نحو خططها التوسعية إقليمياً من خلال أكبر صفقة إستراتيجية في أخر العام 2008م حيث أتمت مجموعة صافولا صفقة ضخمة تمثل استحواذ مجموعة صافولا جميع فروع «المخازن الكبرى» في داخل المملكة العربية السعودية ولبنان واندماجها مع شركة العزيزية بنده المتحدة.
و في العام 2009 نجحَت مجموعة صافولا ممثلة بقطاع التجزئة وشركة العزيزيّة بنده المتحدة بعقد صفقة إستراتيجية ثانية وذلك بتملّكِ كافة أصول أسواق «جيان» في المملكة العربيّة السعوديّة وساهمت هذه الصفقة في رفع حصة شركة العزيزية بندة المتحدة في سوق التجزئة السعوديّ من 7% إلى 8% وبهذه الإنجازات نجحت أسواقها في تقديم خدماتها إلى ما يفوق 100 مليون زائر في العام 2010م.

## نبذة عن بنده
تقوم بنده بإدارة وتشغيل سلسلة تحتوي على أكثرمن 400 سوبر ماركت وهايبر ماركت وأسواق بندتي داخل المملكة العربية السعودية كما تضم أكثر من 30.000 الف موظف. إن بنده وضمن خطتها التوسعية والتي تجاوزت حدود المملكة لتصل إلى دولة الإمارات العربية المتحدة الشقيقة قد قامت بافتتاح أول فرع لها بمدينة دبي، وبذلك تكون قد بدأت فعلياً في تنفيذ خطتها التوسعية على النطاق الأقليمي والدولي.
تتميز بنده بمنتجاتها التي تحمل علامتها التجارية (بنده) والتي تباع فقط داخل أسواقها.
حصلت الشركة على جائزة الأمير نايف للسعودة عام 2005م، وجائزة أفضل شركة للبيع بالتجزئة في المملكة العربية السعودية عام 2005، وجائزة أفضل شركة للبيع بالتجزئة في الشرق الأوسط لعام 2006، وجائزة العلامة التجارية المميزة (SuperBrand).

## المسؤولية الاجتماعية
تعتبرُ شركة العزيزية بنده المتحدة أن المسؤوليّة الاجتماعية جزءٌ جوهري لايتجزأ من أعمالها سعياً منها أن تكون عضواً فعالا في المجتمع السعوديّ وذلك بدعم مشاريع القطاعين العام والخاص تحت مسمى «واجب علينا» بالإضافة انها رائدة في قطاع البيع بالتجزئة على مستوى المملكة وفي العام 2001 أطلقت الشركة أولى برامجها في مجال المسؤولية الاجتماعية حتى وصلت اليوم للعديد من البرامج في مختلف القضايا الاجتماعية الهامة التي تعتبرها بنده جزء من أعمالها في المنطقة المتواجدة بها فمن أبرز تلك البرامج «دع الباقي لهم» بالتعاون مع جمعية الأطفال المعوقيين الذي اسهم في دعـم الأطفال المعوقيين بأكثر من عشرة ملايين الريالات خلال السنوات السابقة ومن خلال هذا الدعم دربت الجمعية أكثر من 3300 طفل إضافةً إلى العمل على إطلاق مشروع لبناء مركز جديد للأطفال المعوقيين في مكة المكرمة سيطلق عليه «وقف عملاء بنده» وساهمت بنده في تدريب وتوظيف أكثر من 10 آلاف سعـودي وذلك بالاتـفـاقية المبرمة بين مجموعة صافولا والمؤسسة العامة للتدريب التــقني والمهني لتأسيس المعهد السعودي للبيع بالتجزئة.

## اقتباسات من أقوال الشركة

### رسالتنا
أن نكون الأول في تجارة التجزئة إقليمياً مستمدين ذلك من عملاءنا وابتكارنا الدائم لتلبية احتياجاتهم.

### قيمنا الداخلية
إحسان الظن – الإقبال – القبول – المؤازرة.

### قيمنا الخارجية
التواضع – الاقتداء – العزم – توخي الدقة والإتقان.

## الجوائز
أبرز الجوائز التي حققتها بنده:
- جائزة التميز في أعمال الغذاء، عن فئة أفضل أسواق السلع الغذائية في العالم العربي- شركة بيت الخبرة الاستشارية العالمية - عام 2014
- جائزة «أفضل موظِّف» في الشرق الأوسط وشمال أفريقيا للعام 2014 - أيون هيويت Aon Hewitt
- جائزة «امتياز العلامة التجارية في قطاع التجزئة» الممنوحة من قبل CMO في أسيا 2014
- جائزة أفضل بيئة عمل سعودية في قائمة جريدة الاقتصادية- المركز السادس على مستوى كافة المنشآت - عام 2014
- جائزة «امتياز العلامة التجارية في قطاع التجزئة» الممنوحة من قبل المؤتمر العالمي للعلامة التجارية “Global Brand Excellence Awards” 2013
- جائزة الريادة الآسيوية لقطاع التجزئة - عام 2013 م الممنوحة من قبل شركة ET NOW العالمية
- جائزة أفضل موظِّف في قارة آسيا عام 2013، شركة Consultant CMO – سنغافورة
- جائزة «أفضل موظِّف» في الشرق الأوسط وشمال أفريقيا للعام 2013 - أيون هيويت Aon Hewitt
- الجائزة السعودية للمسؤولية الاجتماعية، كأفضل شركة على مستوى المملكة في مجال الأعمال الاجتماعية- الممنوحة من الغرفة التجارية الصناعية في جدة.2013
- تحقيق المركز الثاني لأفضل مبادرات المسؤولية الاجتماعية عن مشروع «بيئتي صديقتي» – المؤتمر الدولي لقطاع التجزئة– باريس-2013 World Retail Congress
- جائزة أفضل 100 علامة تجارية سعودية رواجاً- صحيفة الوطن بالتعاون مع شركة أبسوس العالمية Ipsos- 2013
- جائزة أفضل علامة تجارية دولية في قطاع التجزئة لعام 2012م، الممنوحة من قبل المؤتمر الدولي للعلامات التجارية.
- المركز الأول في قائمة «الاقتصادية» لفئة المنشآت الكبيرة الأفضل بيئة عمل للعام 2012.
- جائزة جمعية الأطفال المعوقين للخدمة الإنسانية - فرع المشاريع المتميزة- عن برنامج «دع الباقي لهم» - 2012
- جائزة أفضل علامة تجارية على مستوى آسيا للعام 2011م- سنغافورة.
- ضمن قائمة الشركات الخمس الأوائل لأفضل بيئة عمل سعودية للعام 2011 في قائمة "الاقتصادية” عن القطاع التجاري.
- جائزة أفضل إدارة مواهب – العام 2010م من قبل تحالف قيادة الموارد البشرية، المملكة المتحدة.
- المركز الأول كأكثر علامة تجارية تأثيراً والعاشر كأعلى علامة تجارية في المملكة للعام 2017